# Årsunda distrikt
Årsunda distrikt är ett distrikt i Sandvikens kommun och Gävleborgs län. Distriktet ligger omkring Årsunda i södra Gästrikland. 

## Tidigare administrativ tillhörighet
Distriktet inrättades 2016 och utgörs av Årsunda socken i Sandvikens kommun.
Området motsvarar den omfattning Årsunda församling hade 1999/2000.

## Tätorter och småorter
I Årsunda distrikt finns två tätorter och tre småorter.

### Tätorter
- Sandviken (del av)
- Årsunda

### Småorter
- Berga
- Bovik
- Ursabodarna